# Patrera longipes
Patrera longipes là một loài nhện trong họ Anyphaenidae.
Loài này thuộc chi Patrera. Patrera longipes được Eugen von Keyserling miêu tả năm 1891.